# Cultura Chavín

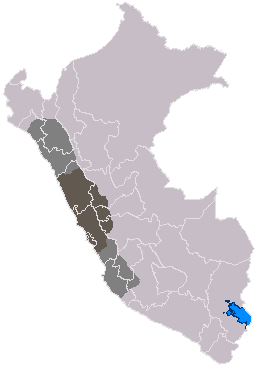
Mapa mostrando área de influência da cultura Chavin

Dentro do que se conhece como Primeiro Horizonte ou Horizonte Inicial, destaca-se a Cultura Chavín na época pré-incaica. O eixo de coesão dessa cultura estava localizado em Chavin de Huantar, às margens do rio Mosna, tributário do Rio Maranhão, no Callejón de Conchucos, na província de Huari, na Região Ancash, na serra norte do Peru, a uma altitude 3.317 m sobre o nível do mar, no sítio ecológico quíchua.
Em sua máxima expansão, estendeu-se para o ocidente do atual território peruano, desde Ocucaje na Região Ica, até Huayruro, na Região Tumbes. Passando para dentro do território do atual Equador, entre o litoral e o início da selva. Essa cultura desenvolveu-se desde 1500 até 500 a.C., ou seja, durante um milênio prevaleceu sua hegemonia em toda a região andina e sua área de influência.
Foi uma sociedade teocrática, fechada; adoravam ao deus jaguar e suas cerâmicas e esculturas têm traços feliniformes. É possível dizer que na evolução dessa sociedade ainda conviveram homens que se dedicaram a:
- Actividades Primárias: coleta, caça ou pesca
- Actividades Novas (especializadas): agricultura, pecuária, fabrico de têxtil, ourivesaria, arquitetura, escultura, pintura e outras artes.

Os mais hábeis destacaram-se na comunidade e terminaram convertendo-se em líderes, chefes, autoridades. Esses líderes forçaram a comunidade a produzir mais e melhor e terminaram impondo-se aos demais, mediante o escambo. Os que tiveram sucesso, construíram grandes edifícios em honra dos deuses. O principal motivo do progresso de Chavín de Huántar foi que se converteu na agricultura mais moderna e produtiva e inovadora de sua época e dentro dessa agricultura, o milho, conhecido no idioma quíchua como sara ou ara, e a espiga de milho, conhecida como huansa, ocuparam o lugar principal, juntamente com seus derivados. É provável que o escambo fosse a modalidade de pagamento do milho, que se generalizou, desde Chavín de Huántar até o Império Inca.
A sociedade Chavín era teocrática e o rei-sacerdote era o representante da casta governante. Essa casta formou o primeiro Estado dos Andes. A casta sacerdotal era composta por especialistas e grandes técnicos agrícolas e hidráulicos.
Entre suas conquistas, está a manufatura de grande qualidade nos campos da cerâmica, ourivesaria e o a técnica nas áreas de agricultura, hidráulica e arquitetura.
A produção de cerâmica ocorreu entre 850 AC e 200 AC. A produção mudou ao longo da existência do sítio. Um uso de pasta vulcânica durante os primeiros séculos e com pouca variação de forma. Entre 400 AC e 250 AC se usa um material intrusivo como o granodiorito. A produção foi muito diversificada e intensa quando o sítio conheceu seu período de maior atividade. As cerâmicas contêm composições químicas diversas o que sugere múltiplas origens.
O uso de substâncias alucinógenas para fins religiosos era comum, de acordo com achados arqueológicos. Os padres Chavín utilizaram o cacto São Pedro e as sementes do Anadenanthera spp., dadas suas propriedades alucinógenas.
É certo que essa sociedade, seja para manter a hegemonia, seja para proteger seu modus vivendi, manteve um exército capaz de garantir as condições de desenvolvimento indispensáveis para sua expansão e domínio.
A decadência de Chavín de Huántar parece estar mais relacionada com o estancamento do desenvolvimento que eventual intervenção militar de outras culturas, ou seja, ocorreu um esgotamento como cultura, sendo superada por outras mais recentes, que a sobrepujaram, como aconteceu no outro lado do Atlântico, com a cultura etrusca, que foi sobreposta pela civilização romana.